# Jean-Pierre Médan
Pour les articles homonymes, voir Médan.
Jean-Pierre Médan est un footballeur français né le 9 mai 1913 à Aix (aujourd'hui Aix-en-Provence) et mort le 18 septembre 2004 à Béziers. Il était milieu de terrain.